# Lazar Anić
Lazar Anić (ur. 14 grudnia 1991) – serbski lekkoatleta specjalizujący się w skoku w dal i trójskoku.
Dziesiąty zawodnik mistrzostw Europy w Amsterdamie (2016). Na początku 2017 zajął 6. miejsce podczas halowego czempionatu Starego Kontynentu w Belgradzie. W tym samym roku nie awansował do finału światowego czempionatu w Londynie.
Stawał na najwyższym stopniu podium mistrzostw krajów bałkańskich.
Wielokrotny złoty medalista mistrzostw Serbii oraz reprezentant kraju na drużynowych mistrzostwach Europy.

## Rezultaty
| Rok  | Impreza                                | Miejsce      | Konkurencja | Lokata            | Wynik |
| ---- | -------------------------------------- | ------------ | ----------- | ----------------- | ----- |
| 2011 | II liga drużynowych mistrzostw Europy  | Nowy Sad     | trójskok    | 6. miejsce        | 15,17 |
| 2011 | Mistrzostwa krajów bałkańskich         | Sliwen       | trójskok    | 6. miejsce        | 15,08 |
| 2014 | Halowe mistrzostwa krajów bałkańskich  | Stambuł      | skok w dal  | 5. miejsce        | 7,39  |
| 2015 | Halowe mistrzostwa krajów bałkańskich  | Stambuł      | skok w dal  | 2. miejsce        | 7,55  |
| 2015 | II liga drużynowych mistrzostw Europy  | Stara Zagora | skok w dal  | 6. miejsce        | 7,28  |
| 2016 | Halowe mistrzostwa krajów bałkańskich  | Stambuł      | skok w dal  | 1. miejsce        | 7,80  |
| 2016 | Mistrzostwa Europy                     | Amsterdam    | skok w dal  | 10. miejsce       | 7,63  |
| 2017 | Halowe mistrzostwa Europy              | Belgrad      | skok w dal  | 6. miejsce        | 7,90  |
| 2017 | II liga drużynowych mistrzostw Europy  | Tel Awiw     | skok w dal  | 1. miejsce        | 7,91  |
| 2017 | II liga drużynowych mistrzostw Europy  | Tel Awiw     | trójskok    | 7. miejsce        | 14,80 |
| 2017 | Mistrzostwa świata                     | Londyn       | skok w dal  | el. – 23. miejsce | 7,71  |
| 2019 | Mistrzostwa krajów bałkańskich         | Prawec       | skok w dal  | 3. miejsce        | 7,88  |
| 2020 | Halowe mistrzostwa krajów bałkańskich  | Stambuł      | skok w dal  | 4. miejsce        | 7,65  |
| 2021 | Halowe mistrzostwa krajów bałkańskich  | Stambuł      | skok w dal  | 5. miejsce        | 7,53  |
| 2021 | Halowe mistrzostwa Europy              | Toruń        | skok w dal  | 6. miejsce        | 7,81  |
| 2021 | III liga drużynowych mistrzostw Europy | Limassol     | skok w dal  | 1. miejsce        | 7,83  |
| 2021 | Mistrzostwa krajów bałkańskich         | Smederevo    | skok w dal  | 3. miejsce        | 7,91  |
| 2022 | Halowe mistrzostwa świata              | Belgrad      | skok w dal  | 8. miejsce        | 7,92  |
| 2022 | Igrzyska śródziemnomorskie             | Oran         | skok w dal  | 2. miejsce        | 7,83  |
| 2022 | Mistrzostwa Europy                     | Monachium    | skok w dal  | 11. miejsce       | 7,37  |
| 2023 | Halowe mistrzostwa Europy              | Stambuł      | skok w dal  | 8. miejsce        | 2,48  |
| 2023 | Mistrzostwa krajów bałkańskich         | Kraljevo     | skok w dal  | 2. miejsce        | 7,78  |
| 2024 | Mistrzostwa krajów bałkańskich         | Izmir        | skok w dal  | 4. miejsce        | 7,79  |
| 2024 | Mistrzostwa Europy                     | Rzym         | skok w dal  | el. – 18. miejsce | 7,88  |

## Rekordy życiowe
- skok w dal (stadion) – 8,15 (27 maja 2017, Slovenska Bistrica) / 8,18w (29 marca 2024, San Marcos
- skok w dal (hala) – 7,98 (3 marca 2017, Belgrad)
- trójskok (stadion) – 15,24 (26 lipca 2015, Sremska Mitrovica)
- trójskok (hala) – 15,30 (13 lutego 2016, Nowy Sad)